# Скадовский, Георгий Львович
Георгий Львович Скадовский (1845 или 1847 — 1919) — русский учёный и общественный деятель, археолог, исследователь природных ресурсов Нижнего Поднепровья. Крупный землевладелец, представитель дворянского рода Скадовских. Гласный Херсонской городской думы (с 1901).

## Биография

### Происхождение
Георгий Скадовский принадлежал к дворянскому роду, имевшему польское происхождение. С конца XVIII века представители рода постоянно проживали в Новороссии, были крупными землевладельцами (в 1865 году Скадовский владел 11233 десятинами земли).

### Общественная деятельность и работа в органах местного самоуправления
С 1874 года Скадовский являлся депутатом Херсонского дворянского собрания. С 1895 по 1910 годов был предводителем дворянства Херсонского уезда, в 1876–1878, 1881–1883, 1886–1889 и 1899–1912 годах почётным мировым судьёй уезда, в 1887 году избран почётным попечителем Херсонского реального училища и являлся им до 1908 года. В 1901 году был избран в Херсонскую городскую думу. С 1910 года — глава Херсонской дворянской опеки и председатель общества «Опора». С 1910 по 1912 год являлся почётным членом Херсонского управления Красного Креста, а в 1914 году избран почётным членом Херсонской губернской опеки детских приютов.
Анализ херсонских периодических изданий конца XIX — начала XX века свидетельствует о большом внимании периодической печати к деятельности Скадовского в рамках Херсонской городской думы и других общественных организаций и структур местного самоуправления.

### Археологическая работа
В 1900—1901 годах Скадовский производил археологические раскопки античного поселения на острове Березань. Обнаруженные предметы были переданы им в херсонский Археологический музей, а сто наилучших экземпляров были отправлены Императорской археологической комиссии, и впоследствии попали в Эрмитаж.

### Другие научные достижения
Скадовский как собственник большого количества домашнего скота являлся инициатором вакцинации овец от сибирской язвы, а его усилия по проведению вакцинации получили общественное признание. Херсонское губернское земство выразило благодарность Скадовскому за эти работы. За достижения в области ветеринарии он в 1889 году был избран почётным членом Харьковского ветеринарного института.